# 2013年定西地震
2013年定西地震，是發生於2013年7月22日上午7時45分的地震，震央位於中國甘肃省定西市岷县、漳县交界，距离岷县15公里，距离漳县45公里，距离兰州190公里。中國地震局測定此次地震的面波震級為Ms6.6，震源深度20公里。中國科學院評估此次地震的烈度為8(VIII) 度，受災範圍約16,340平方公里（按地震烈度6度模拟区域计算），主要涉及岷县、漳县、礼县、宕昌县、临潭县、卓尼县等区域；结合当地人口数据，地震影响范围内受灾人口约90万。
除了定西市外，甘肅省其他地區及周邊的陇南市、天水市、兰州震感明显，西安有强烈震感，成都、绵阳等地均有震感。

## 成因
该次地震发生在临潭-宕昌断裂带附近(距离小于14km)。1900年以来，震中附近100公里范围内曾发生8次5级以上地震，最大地震为1961年10月1日岷县5.7级。
有历史记录以来，震中附近200公里范围内共发生5级以上地震25次。最早的地震是公元前193年甘肃临洮6.5级地震，距当前地震104公里；时间最近的地震是1973年8月11日四川松潘东北6.5级地震，距当前地震178公里；距离最近的地震是1573年1月20日甘肃岷县6.8级地震，距离21公里；震级最大的地震是1654年7月21日甘肃天水南8.0级地震，距当前地震121公里。

## 地震詳情

### 震級
根据中国地震局的数据，此次地震的面波震级为Ms6.6，震源深度20公里。根据美国地质调查局的数据，此次地震的矩震级为Mw5.9，震源深度9.8公里。根据欧洲与地中海地震中心的数据，此次地震的矩震级为Mw6.0，震源深度10公里。

### 餘震
截至23日17时，共记录到余震569次。其中，3级以上的余震有8次，3.0-3.9级余震7次，4.0-4.9级余震0次，5.0-5.9级余震1次。
| 日期及時間 (CST)       | 地理坐标                          | 震级 | 深度 (km) | 参考地点                   |
| ---------------------- | --------------------------------- | ---- | --------- | -------------------------- |
| 2013年7月22日 07:54:09 | 34°30′N 104°12′E / 34.5°N 104.2°E | 3.4  | 7         | 甘肅省定西市岷縣、漳縣交界 |
| 2013年7月22日 08:06:38 | 34°30′N 104°12′E / 34.5°N 104.2°E | 3.0  | 7         | 甘肅省定西市岷縣、漳縣交界 |
| 2013年7月22日 08:09:43 | 34°30′N 104°12′E / 34.5°N 104.2°E | 3.9  | 6         | 甘肅省定西市岷縣、漳縣交界 |
| 2013年7月22日 08:16:45 | 34°30′N 104°12′E / 34.5°N 104.2°E | 3.3  | 10        | 甘肅省定西市岷縣、漳縣交界 |
| 2013年7月22日 09:12:34 | 34°36′N 104°12′E / 34.6°N 104.2°E | 5.6  | 14        | 甘肅省定西市岷縣、漳縣交界 |
| 2013年7月22日 09:23:28 | 34°36′N 104°12′E / 34.6°N 104.2°E | 3.0  | 7         | 甘肅省定西市岷縣、漳縣交界 |
| 2013年7月22日 15:28:08 | 34°30′N 104°12′E / 34.5°N 104.2°E | 3.7  | 7         | 甘肅省定西市岷縣、漳縣交界 |
| 2013年7月23日 16:46:46 | 34°36′N 104°12′E / 34.6°N 104.2°E | 3.1  | 7         | 甘肅省定西市岷縣、漳縣交界 |

### 人員傷亡
截至目前為止，地震灾害已造成定西、陇南、天水、白银、临夏、甘南等6市（自治州）29个县（区）58.2万人受灾，95人死亡，1000多人受伤，22.7万人紧急转移安置。

### 財產損失
截至目前為止，12.7万间房屋倒塌或严重损坏，16.5万间一般损坏。

## 震後影響

### 通訊
岷县中寨至小寨二级光缆中断，固定电话和移动通信信号中断。
地震造成52个移动通信基站断站，固定网络和移动网络均出现拥塞。据三大电信运营商提供的消息，中国电信骨干网未发生中断，C网3个基站因停电而断站。中国移动15个基站因停电而退服。中国联通34个基站断站，移动核心网暂无影响。

### 電力
地震造成14066戶用戶停電。东山区5个乡镇大面积停电。

### 交通
受甘肃定西地震影响7月23日广州开往兰州的K226此列车停运、广州开往乌鲁木齐的T38次列车停运。

### 教育
截至23日22点40分，甘肃岷、漳两县共有102所学校（岷县95所，漳县7所）受灾情况极为严重，有382个班级（岷县344个，漳县38个）1.61万名学生（岷县1.5万人，漳县1100人）因校舍损毁严重，将面临秋季学期无法正常开课的严重困难。为保证这部分学生能够正常开展教育教学活动，急需搭建板房8万平方米（岷县7万平方米，漳县1万平方米），帐篷1662个（岷县1642个，漳县20个），急需资金2493万元。岷县、漳县等30个乡镇不同程度受灾，受灾学校360所，受损校舍29.54万平方米，其中倒塌校舍2763平方米，严重受损11.61万平方米，倒塌受损围墙2.31万米，倒塌受损校门13座，毁坏教学仪器2734件（套），课桌凳757套，经济损失共约10.8亿元。
截止23日22时，死亡学生7人，教师受伤1人（均为在家受灾）。

## 震后响应

### 赈灾救援
2013年7月22日上午9点起，中国国家减灾委、中国民政部针对甘肃省岷县、漳县交界6.6级地震造成的损失紧急启动“国家四级救灾应急响应”，派出工作组赶赴灾区查看灾情，指导开展救灾工作。甘肃省民政厅已启动二级响应，拨付资金500万元，紧急调运500顶帐篷和2000床棉被，灾区民政当局正全力组织灾情核查、人员转移和临时安置等工作。
中国国家卫生计生委7月22日下午继续派出3批共26人医护专家队伍赶赴甘肃省岷县地震灾区。包括：北京市8人专家队、陕西省14人专家队和四川大学华西医院4人专家队。主要负责指导和协助当地卫生部门做好灾后伤员救治、卫生防疫和心理援助等工作。中国国家卫生计生委应急办1名负责同志已于22日下午随中国地震局牵头的工作组赴灾区指导抗震救灾工作。此外，甘肃省卫生厅除22日上午派出2批95人的医疗防疫队伍外，还紧急调派邻县医疗防疫队伍驰援灾区。兰州军区卫生部门也派出60人的医疗防疫队伍赶赴灾区。青海省派出1支32人的医疗救援队赴灾区支援。
中国兰州军区1000余名官兵从不同方向紧急奔赴灾区。中国人民解放军第21集团军抽调工兵、防化等专业部队，携带生命探测仪、液压冲击夯等搜救、侦测设备以及大型喷洒车等洗消装备向灾区驰援。兰州军区总医院国家应急救援医疗队第一梯队45人，携带7辆车以及价值100余万元的医疗器械和药品赶赴灾区，医院预留30张床位准备随时接诊后送伤员。解放军第一医院、兰州军区疾控中心抽组43人的卫生、防疫分队也已赶赴灾区。

### 社会捐助

#### 中国大陆
- 中國紅十字會派出救灾工作组赶赴灾区，并从西安备灾救灾中心紧急调拨救灾帐篷200顶，家庭包1000个，夹克衫2000件等救灾物资，用于支持当地救灾工作。甘肃省红十字会派出的救灾工作组也已赶赴灾区，灾区红十字会正积极配合政府开展救援救助工作。[21]
- 中共山东省委、山东省政府向甘肃定西地震灾区捐款500万元。[22]
- 湖北省民政厅在接到中国民政部紧急向甘肃地震灾区调运5000张折叠床的指令后，在有关机构的密切配合下，抢运5000张折叠床顺利装车。[23]
- 7月23日，黑龙江省民政厅在接到中国民政部救灾司的向甘肃地震灾区调运5000床棉被的决定后从哈尔滨中央级救灾物资储备库第二次向甘肃地震灾区调运5000床棉被。次日，中国民政部救灾司又下达了增调4000床棉被的任务。[24]
- 中国中央财政紧急拨付应急救灾综合补助5亿元，用于灾区抢险救灾、受灾民众转移安置和生活救济，地震受伤人员医疗救治，遇难人员家属抚慰，以及公共服务设施应急抢修等方面。[25]
- 7月23日，中国全国妇联向甘肃省妇联发去慰问电，向受灾群众特别是妇女儿童表示诚挚的慰问，向战斗在抗震救灾前线的广大干部和群众致以崇高的敬意和亲切的问候。[26]
- 中国全国妇联通过中国儿童少年基金会、中国妇女发展基金会紧急筹集200万元资金和物资，为帮助灾区民众特别是妇女儿童抗灾救灾尽一份绵薄之力，并表示将继续关注并尽力支持灾区妇女群众抗震救灾，重建家园。[26]

#### 澳門
- 澳門紅十字會急調500個總值15萬元人民幣的家庭包送往災區，並匯出20萬元人民幣往中國紅十字會總會支援救災工作，由甘肃省红会在当地自行采购如大米、食油等急需物资。[27]
- 澳门特区行政长官崔世安7月22日致函中国中央政府，表示将全力支持甘肃地震的救灾工作。并代表澳门特别行政区政府，对地震死难者表示沉痛哀悼，并向当地受灾居民致以诚挚慰问。他还表示，国家各有关部门及当地政府已启动全面的紧急救灾工作，澳门特区政府将积极配合国家的各项救灾工作需要，全力作出支持。[28]

#### 臺灣
- 台灣旺旺集團捐贈了3840箱該集團生產的食品和牛奶，價值50萬元人民幣；台灣統一和康師傅則各自捐贈了價值10萬元的速食麵和飲用水，用於災區民眾生活所需。[29]

## 外部連結
新聞專題
- 中国大陆专题：中國地震信息網（页面存档备份，存于）、每日甘肅網、新浪網（页面存档备份，存于）、網易（页面存档备份，存于）、央視網（页面存档备份，存于）、中廣網（页面存档备份，存于）、騰訊（页面存档备份，存于）、百度（搜索“定西地震”）、搜狐（页面存档备份，存于）、新華網（页面存档备份，存于）、中新網（页面存档备份，存于）、人民網（页面存档备份，存于）
- 香港專題：鳳凰網（页面存档备份，存于）、大公報（页面存档备份，存于）

關联微博
- 中国地震台网速报的新浪微博